# Idronefrosi

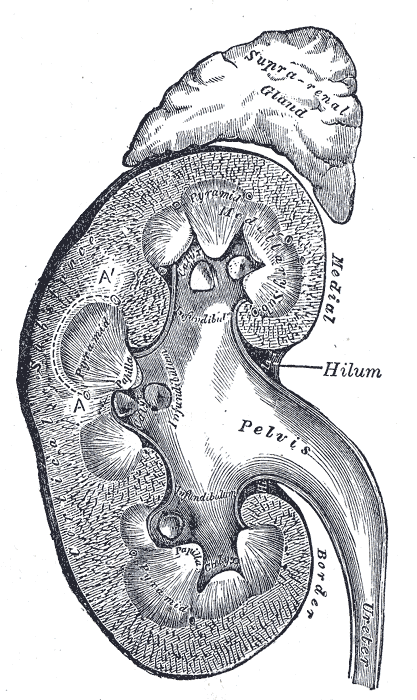
Il bacinetto renale, al centro del disegno

In medicina si definisce idronefrosi la dilatazione del bacinetto renale, ed eventualmente anche dei calici renali, a spese del parenchima, dovuto al ristagno di urina. Il ristagno è causato da un ostacolo cronico a valle, che non permette il deflusso del liquido.

## Segni e sintomi
I segni e sintomi dell'idronefrosi dipendono dal fatto che l'ostruzione sia acuta o cronica, parziale o completa, unilaterale o bilaterale. L'idronefrosi unilaterale può presentarsi senza sintomi, mentre quella acuta può causare dolore intenso.

## Idronefrosi congenita
È la più comune condizione congenita evidenziabile nel corso di un'ecografia prenatale. Le cause possono essere distinte rispetto alla vescica in ostruzioni sopravescicali ed ostruzioni sottovescicali.
Le ostruzioni sopravescicali sono più frequenti, e tra queste le più diffuse sono l'ostruzione del giunto pielo-ureterale e l'ostruzione del giunto uretero-vescicale. Nelle ostruzioni sopravescicali l'aumento della pressione si trasmette immediatamente alla pelvi ed ai tubuli renali, compromettendo la funzionalità renale: si ha, di conseguenza una riduzione della velocità di filtrazione glomerulare, nonché della capacità di concentrare, diluire ed acidificare l'urina.
- L'ostruzione del giunto pielo-ureterale è la più frequente. Quasi sempre presente in un solo rene, ha una prevalenza di 1:2000 nati vivi, perlopiù maschi. I segni che questa da possono essere una voluminosa massa renale, da crisi dolorose (talora con nausea e vomito) spesso scatenate da abbondanti ingestioni di acqua, o da episodi di ematuria.
- L'ostruzione della giunzione uretero-vescicale è la seconda in ordine di frequenza tra le malformazioni sopravescicali, e nel 20% dei casi è bilaterale. Provoca anche un quadro di dilatazione dell'uretere (megauretere). Le infezioni urinarie possono qui essere frequenti, ed in tal caso la funzionalità renale potrebbe esserne compromessa. Generalmente, comunque, i sintomi sono scarsi: a volte potrebbe comparire un'ematuria macroscopica.

Le ostruzioni sottovescicali sono, invece, più rare e più frequenti nei maschi. La più comune di queste è rappresentata dalle valvole dell'uretra posteriore. In queste ostruzioni la valvola vescico-ureterale protegge inizialmente il tratto urinario. Altri tipi di ostruzioni sottovescicali (molto rari) sono l'ipertrofia o fibroelastosi del collo vescicale e la valvola montanale (poco al di sotto del verum-montanum).
Nelle valvole dell'uretra posteriore, queste pliche funzionano come lembi valvolari, nel senso che occludono il lume uretrale se gonfiati dalla corrente urinaria, mentre se si introduce un catetere vescicale non oppongono alcuna resistenza.
In seguito all'aumento delle resistenze allo svuotamento vescicale, il muscolo detrusore va incontro ad ipertrofia, che provoca un aumento della pressione endocavitaria ed un aumento del residuo postminzionale. I sintomi sono, in questo caso, pollachiuria e (nei casi più gravi) incontinenza paradossa (ossia emissione di urine frequente e per poco tempo). Il quadro clinico dipende, comunque, dall'entità dell'ostacolo. Se grave, si possono avere alterazioni urinarie e renali già dalla nascita, dove sarà presente un globo vescicale.
La terapia, in questi casi è chirurgica: la rimozione dei lembi valvolari può esser fatta per via endoscopica. In caso di insufficienza renale irreversibile, si può optare per un trapianto renale.